# Drepanosticta dendrolagina
Drepanosticta dendrolagina – gatunek ważki z rodziny Platystictidae.